# Leiobunum royali
Leiobunum royali is een hooiwagen uit de familie Sclerosomatidae.